# 3309 Brorfelde
3309 Brorfelde è un asteroide della fascia principale. Scoperto nel 1982, presenta un'orbita caratterizzata da un semiasse maggiore pari a 1,8177043 UA e da un'eccentricità di 0,0534327, inclinata di 21,13551° rispetto all'eclittica.
L'asteroide è dedicato all'omonima frazione del comune di Holbæk in Danimarca dove sorge l'osservatorio di Brorfelde da cui è stato scoperto.